# Verbändevereinbarung (Energiewirtschaft)
Die Verbändevereinbarungen im Bereich der Energiewirtschaft regelten in Deutschland bis 2004 den so genannten verhandelten Netzzugang zur Durchleitung von Energie (Strom und Gas). Die Verbändevereinbarungen sind dabei die verschiedenen vertragliche Vereinbarungen zur Durchleitung von Energie durch Transport- und Verteilungsnetze, die zwischen 1998 und 2004 zwischen den Interessenvertretungsverbänden der deutschen Industrie auf der einen und denen der deutschen Energieversorgungsunternehmen auf der anderen Seite geschlossen wurden.

## Hintergrund
Der Bedarf nach derartigen Vereinbarungen entstand 1998 durch eine Novellierung des Energiewirtschaftsgesetzes, in dem als eine Maßnahme zur Liberalisierung der Energiemärkte der verhandelte Netzzugang vorgesehen war. Weitere rechtliche Grundlagen waren das Gesetz gegen Wettbewerbsbeschränkungen (GWB) sowie auf europäischer Ebene die Richtlinien 2003/54/EG (Elektrizitätsrichtlinie) und 98/30/EG (Erdgasrichtlinie).
Deutschland war das einzige EU-Land, welches sich (zunächst) für den verhandelten Netzzugang anstelle des regulierten Netzzuganges entschied. Letztlich scheiterten die freiwilligen, vertraglich ausgehandelten Vereinbarungen, da sie sich nicht als ausreichend effektives Werkzeug zur Marktliberalisierung erwiesen und insbesondere von Seiten der Verbraucher stark kritisiert wurden. In den Jahren 2004 und 2005 wurden die Vereinbarungen aufgrund von neuen EU-Vorgaben (Beschleunigungsrichtlinie 2003/55/EG) und aufgrund einer weiteren Neufassung des EWG durch staatliche Regulierung (überwacht durch die Bundesnetzagentur) ersetzt.

## Beteiligte Verbände
Die Positionen der Industrie wurden vertreten durch den Bundesverband der Deutschen Industrie (BDI) und den Verband der Industriellen Energie- und Kraftwirtschaft (VIK). Die Seite der EVUs vertrat für Stromnetze die Vereinigung Deutscher Elektrizitätswerke (VDEW), für Ferngasnetze der Bundesverband der deutschen Gas- und Wasserwirtschaft (BGW), später auch der Verband kommunaler Unternehmen (VKU), die Arbeitsgemeinschaft regionaler Energieversorgungsunternehmen (ARE), die Deutsche Verbundgesellschaft (DVG), gefolgt durch den Verband der Netzbetreiber (VDN). Zuletzt waren auch der Bundesverband Neuer Energieanbieter (bne) und die European Federation of Energy Traders (EFET) an den Verhandlungen beteiligt, jedoch keine Vertragsunterzeichner.

## Geschichte der Vereinbarungen

### Verbändevereinbarungen für Strom

#### Vorgeschichte
Bereits ab 1979 hatten Industrie und Energieversorger eine ähnliche Verbändevereinbarung ("Grundsätze über die stromwirtschaftliche Zusammenarbeit zwischen öffentlicher Elektrizitätsversorgung und industrieller Kraftwirtschaft") geschlossen, die jedoch rein privatwirtschaftlichen Vertragscharakter hatte und nicht in die staatliche Marktregulierung eingebunden war.

#### VV I (Strom)
- Datum: 22. Mai 1998 (auf Basis einer Grundsatzvereinbarung vom August 1997)[8]
- Titel: Verbändevereinbarung über Kriterien zur Bestimmung von Durchleitungsentgelten für elektrische Energie[8]
- Verbände: BDI, VIK und VDEW
- Hauptinhalte: Festlegung der Höhe des entfernungsabhängigen Entgelts für die Durchleitung und das sonstige Prozedere der Durchleitung; Durchleitung als Transaktion[8][9][6][10]

Zur Regelung der technischen und betrieblichen Details wurde die Verbändevereinbarung durch technische Regelwerke ergänzt. Dies waren die Kooperationsregeln für die deutschen Übertragungsnetzbetreiber (Grid Code oder Transmission Code) sowie die Regeln für den Zugang zu Verteilungsnetzen (Distribution Code) und der Metering Code für die Gestaltung der Stromzähler und der Datenübertragung.

#### VV II (Strom)
- Datum: 13. Dezember 1999.
- Titel: Verbändevereinbarung über Kriterien zur Bestimmung von Netznutzungsentgelten für elektrische Energie
- Verbände: BDI, VIK, VDEW, DVG, ARE, VKU[11]
- Hauptinhalte: Durchleitung nicht mehr als Transaktion; Vereinfachtes Durchleitungsverfahren, insbesondere für Kleinverbraucher; Abrechnung mit Punkttarifen unter Berücksichtigung von repräsentativen Lastprofilen (→ Wegfall der Leistungsmessung im Viertelstunden-Takt); Ermittlung des Netznutzungsentgelts mittels Bilanzkreisen; Wegfall der Handelszonen Nord und Süd; Vereinfachter Vertragsabschluss[11][10][12]

#### VV II + (Strom)
- Datum: 13. Dezember 2001.
- Titel: Verbändevereinbarung über Kriterien zur Bestimmung von Netznutzungsentgelten für elektrische Energie und über Prinzipien der Netznutzung[13]
- Verbände: BDI, VIK, VDEW, VDN, ARE, VKU
- Hauptinhalte: Vergleichsmarktkonzept; Berücksichtigung des Gleichzeitigkeitsgrades[14]

### Verbändevereinbarungen für Gas

#### VV I (Gas)
- Datum: 4. Juli 2000 (mit zwei Nachträgen am 15. März und 21. September 2001)
- Titel: Verbändevereinbarung zum Netzzugang bei Erdgas (in der Bundesrepublik Deutschland)
- Verbände: BDI, VIK, BGW, VKU
- Basis: Richtlinie betreffend gemeinsame Vorschriften für den Erdgasbinnenmarkt (98/30/EG)
- Inhalte: Transaktionsabhängiger Netzzugang auf Basis von Einzelfallverhandlungen mit entfernungsabhängigen Tarifen[12][15][16]

#### VV II (Gas)
- Datum: 3. Mai 2002.
- Titel: Verbändevereinbarung zum Netzzugang bei Erdgas (in der Bundesrepublik Deutschland)
- Verbände: BDI, VIK, BGW, VKU
- Inhalte: Regelungen für Privatkunden[15][16][7]

Befristet bis zum 30. September 2003. Verhandlungen über eine Anschlussregelung (VV Gas III) wurden abgebrochen.